# Konzulat Republike Slovenije v Saint-Étiennu
Konzulat Republike Slovenije v Saint-Étiennu je diplomatsko-konzularno predstavništvo (konzulat) Republike Slovenije s sedežem v Saint-Étiennu (Francija); spada pod okrilje Veleposlaništvu Republike Slovenije v Franciji. Konzulat ima pod okriljem regijo Auvergne-Rhône-Alpes, katere glavno mesto je Lyon. 
Trenutni častni konzul je Tatiana Dumas-Rodica.
Konzulat Republike Slovenije deluje na naslednjih področjih izmenjav med Slovenijo in Francosko regijo Auvergne-Rhône-Alpes:
- šolske in univerzitetne izmenjave
- kulturne izmenjave
- gospodarstvo in turizem
- šport in mladina
- pomoč Slovenskim državljanom
- drugo
Poleg tega, konzulat opravlja vse konzularno-diplomatske funkcije. 

Konzulat je med leti sprejel več kot 50 univerzitetnih študentov-praktikantov iz Slovenije in Francije, med katerimi so tudi Eva Likar, Saša Kočar in Ivan Gherlani. 